# Batrachyla taeniata
El sapito de antifaz (Batrachyla taeniata) es una especie de anfibio anuro de la familia Ceratophryidae. Su color se presenta en diferentes tintes del marrón y se caracteriza por poseer una línea oscura, entre marrón y negra, que corre desde la punta de su boca hacia la parte superior de los ojos, de donde deriva su nombre común. Los dedos de sus manos son más cortos que los de las patas traseras, que terminan en puntas delgadas. 
Se lo encuentra en el sur de Chile y Argentina, en los bosques de Nothofagus, entre la latitud 32° 30'S y 46°S, y altitudinalmente desde el nivel del mar hasta los 1000 m s. n. m. 
Se ha visto perjudicada por la degradación de su hábitat, aunque aún no se encuentra en peligro de extinción.
Es una de las cuatro especies del género Batrachyla que se encuentran en Chile; las otras tres corresponden a Batrachyla antartandica, Batrachyla leptopus y Batrachyla nibaldoi.